# 8632-es mellékút (Magyarország)
A 8632-es számú mellékút egy nagyjából 7 kilométer hosszú, négy számjegyű országos közút Vas vármegye területén; a Répce folyó mentén köt össze néhány községet egymással és a 86-os főúttal.

## Nyomvonala
A 86-os főútból ágazik ki, annak a 106+100-as kilométerszelvénye közelében, Hegyfalu közigazgatási területén, utóbbinak első házaitól alig 200 méterre délnyugati irányban. Nyugat felé indul, és mintegy 800 méter után átlép Répceszentgyörgy területére. A községet majdnem pontosan a 2. kilométerénél éri el, települési neve előbb Temető utca, majd egy rövid szakaszon Fő utca, a nyugati falurészben pedig Hegyalja utca. 2,8 kilométer után már újra külterületek közt húzódik, 3,9 kilométer után pedig átlépi Gór határát.
Gór községnek épp csak a keleti szélét súrolja, 5,9 kilométer megtételét követően, a faluközpontba csak a 86 113-as számú mellékút vezet be, amely nyugati irányban ágazik ki az ott már észak felé húzódó 8632-es útból. Utóbbi az elágazást követően északkeletnek veszi az irányt, így hagyja el a település területét, így szeli át – nagyjából 6,4 kilométer után – a Répce folyását, már Bő határai között és így éri el e község első házait is.
A belterületen visszatér az északi irányhoz, a Széchenyi utca nevet felvéve, és így ér véget a település központjában, beletorkollva a 8614-es útba, annak a 23+750-es kilométerszelvénye közelében. Egyenes folytatása a Lócsra vezető 8633-as út.
Teljes hossza, az országos közutak térképes nyilvántartását szolgáló kira.gov.hu adatbázisa szerint 7,014 kilométer.

## Települések az út mentén
- (Hegyfalu)
- Répceszentgyörgy
- Gór
- Bő

## Képgaléria

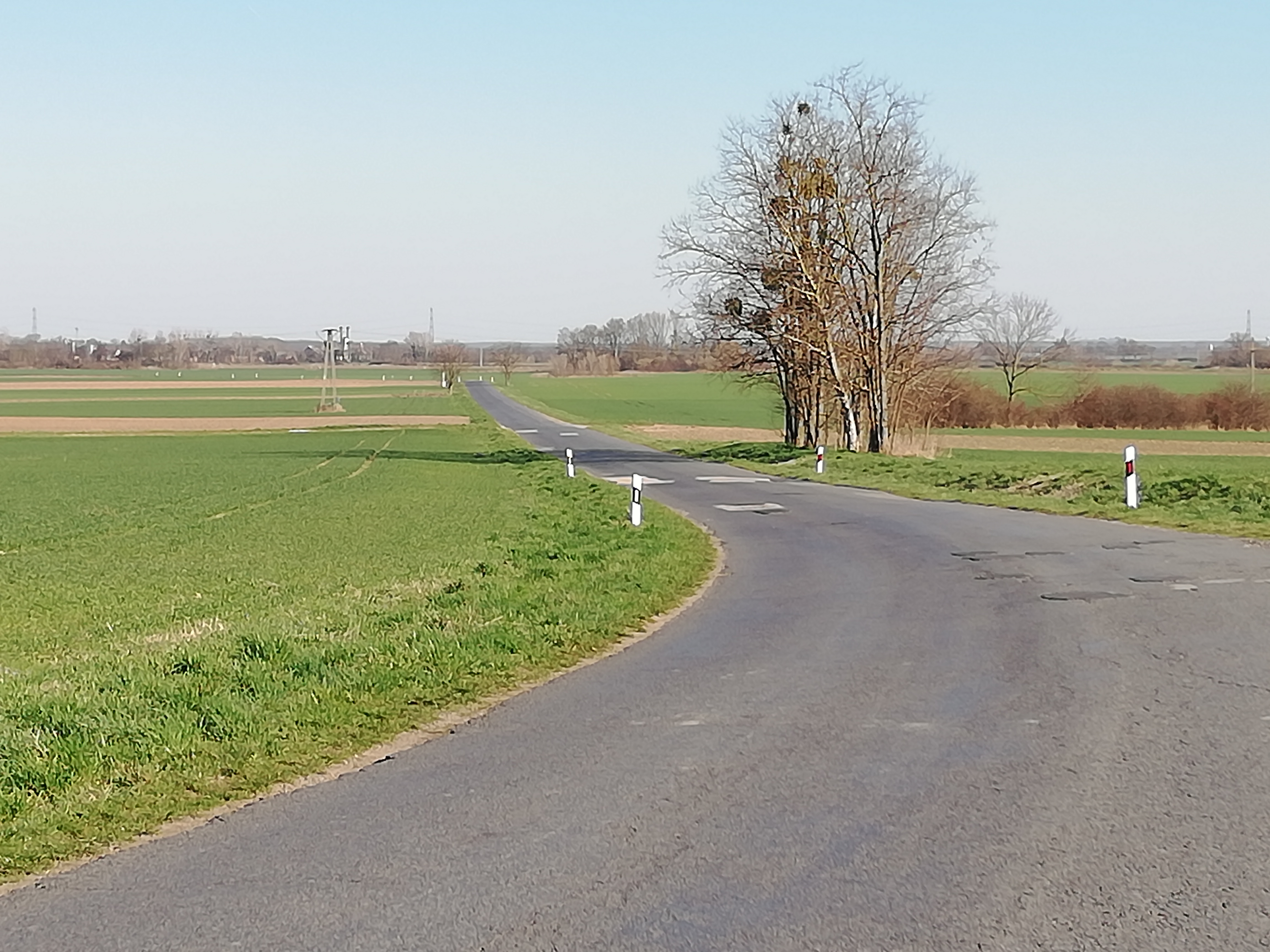
Kanyar Répceszentgyörgy keleti határában, Hegyfalu felé nézve
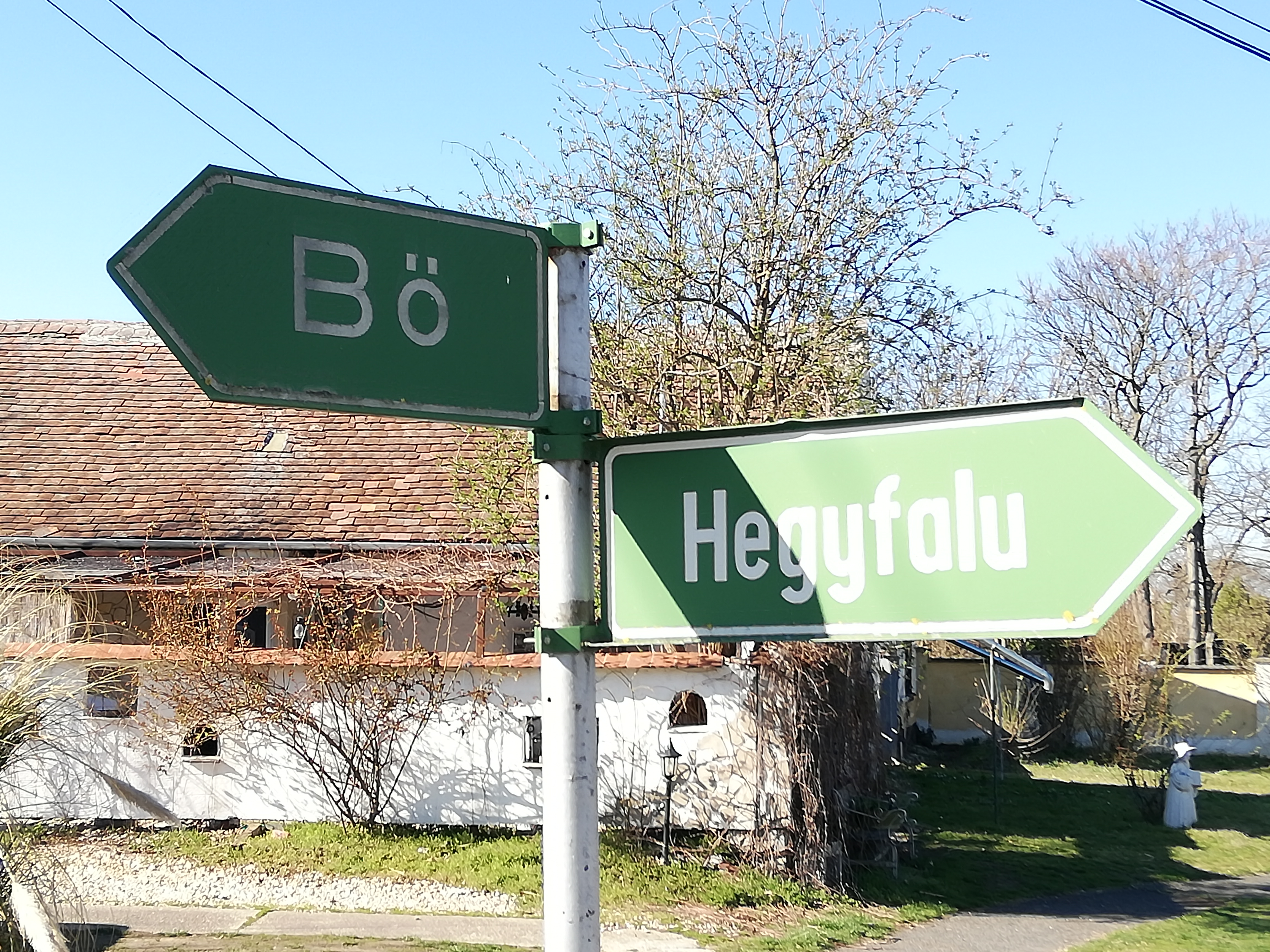
Irányváltást jelző táblapár Répceszentgyörgyön
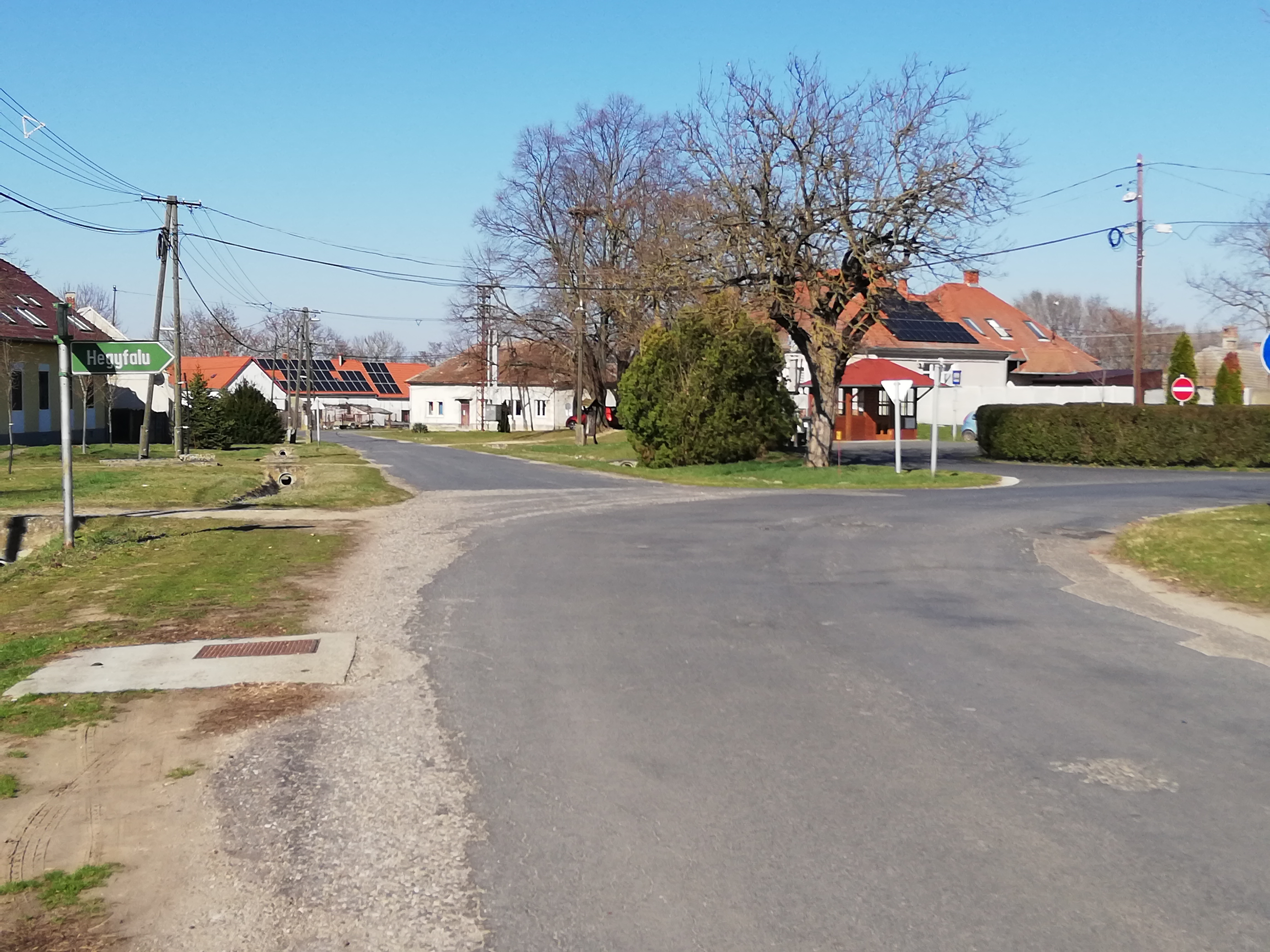
Az út Répceszentgyörgy központjában
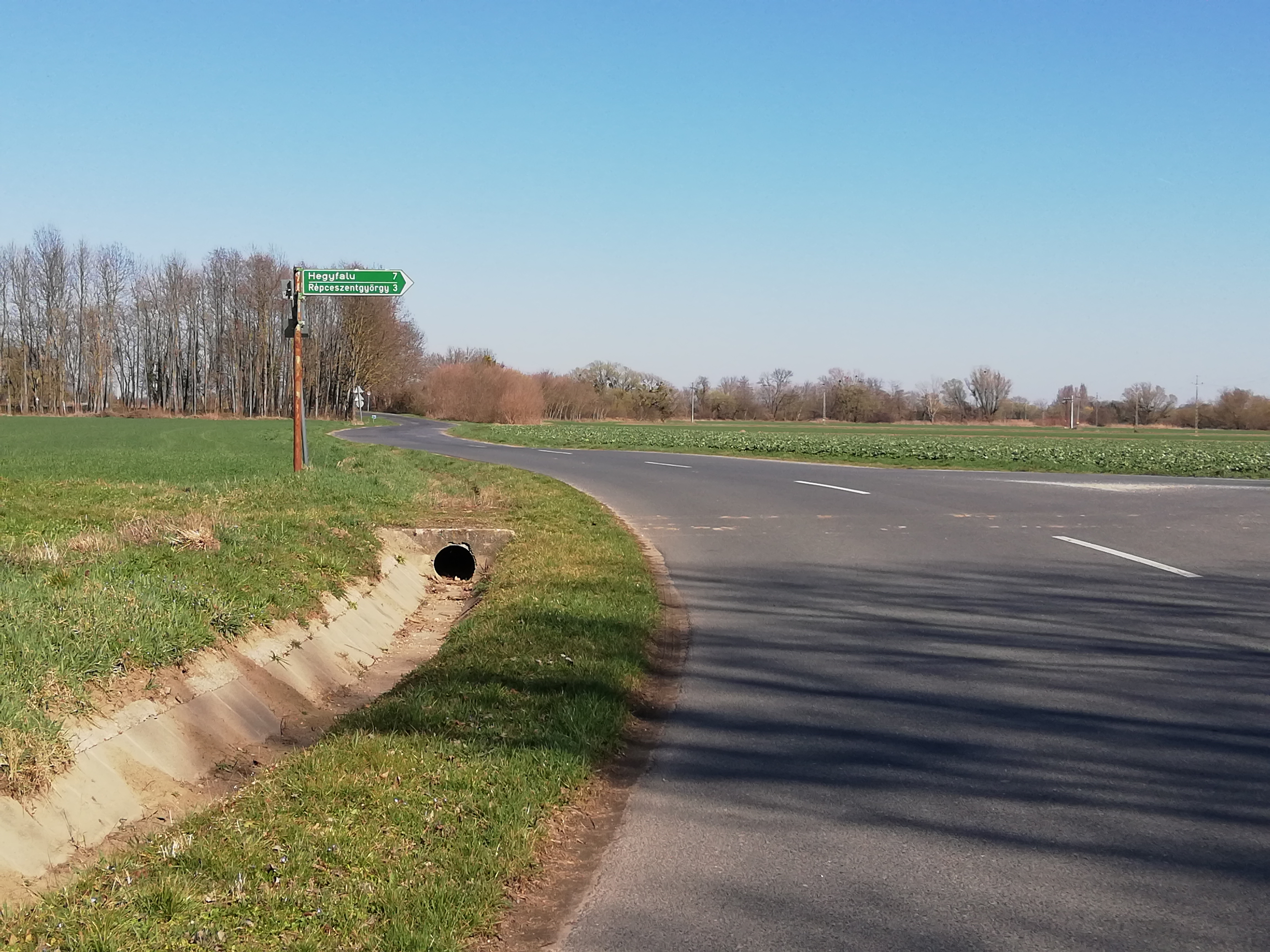
Az út a góri elágazásnál, Gór irányából Bő felé nézve
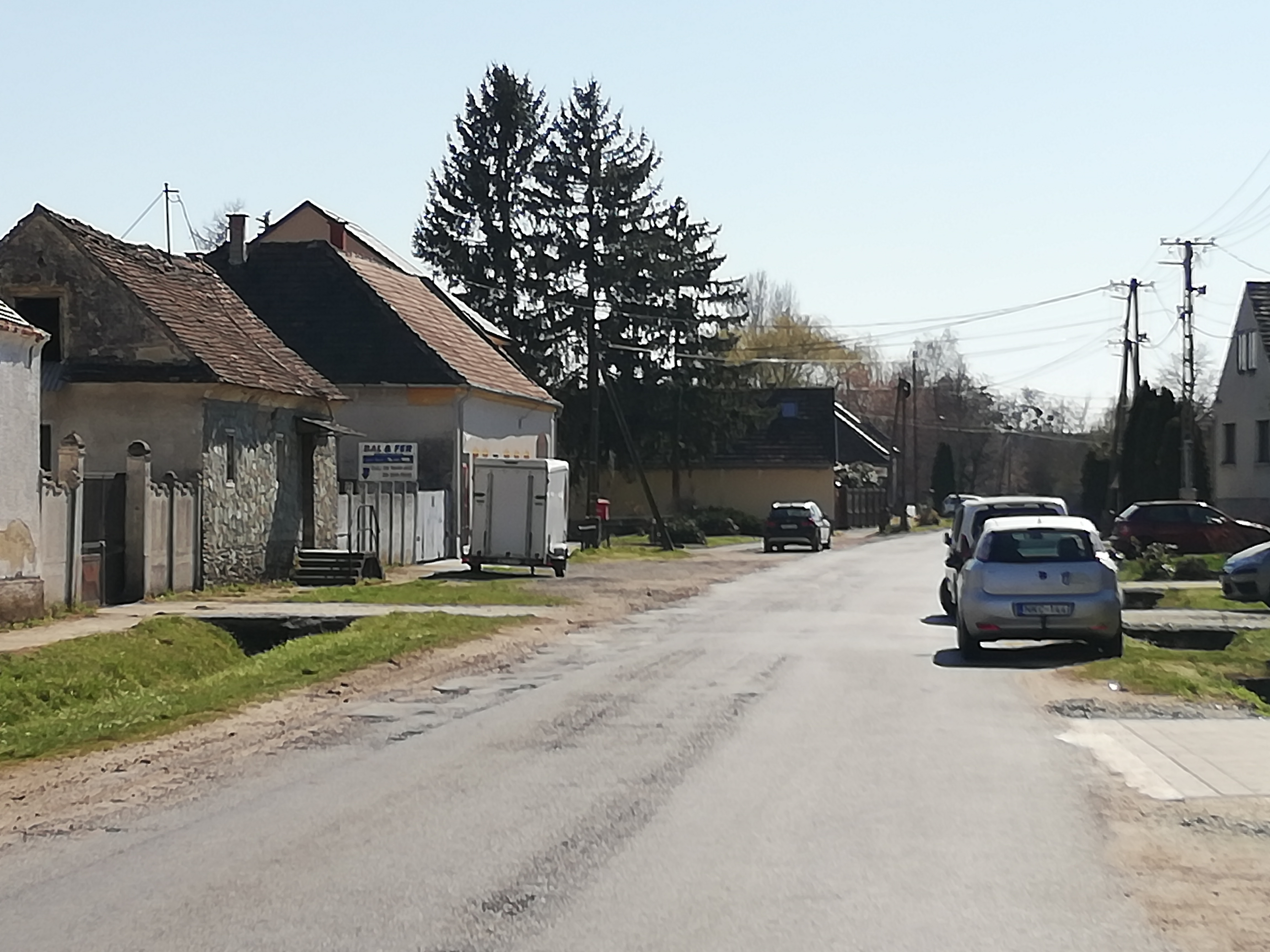
Az út Bő központjától dél felé nézve
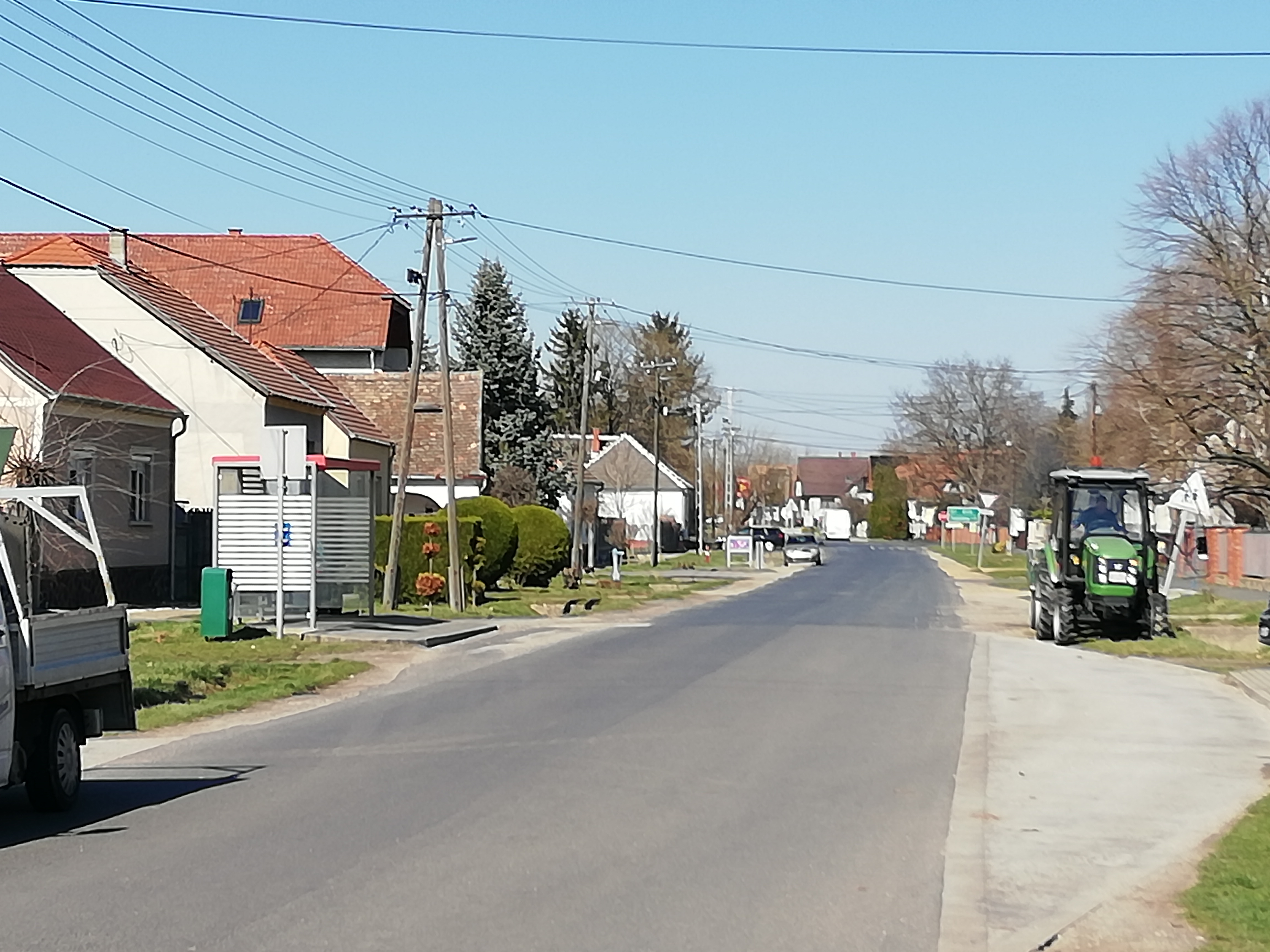
Az út a bői végpontja előtt észak felé nézve
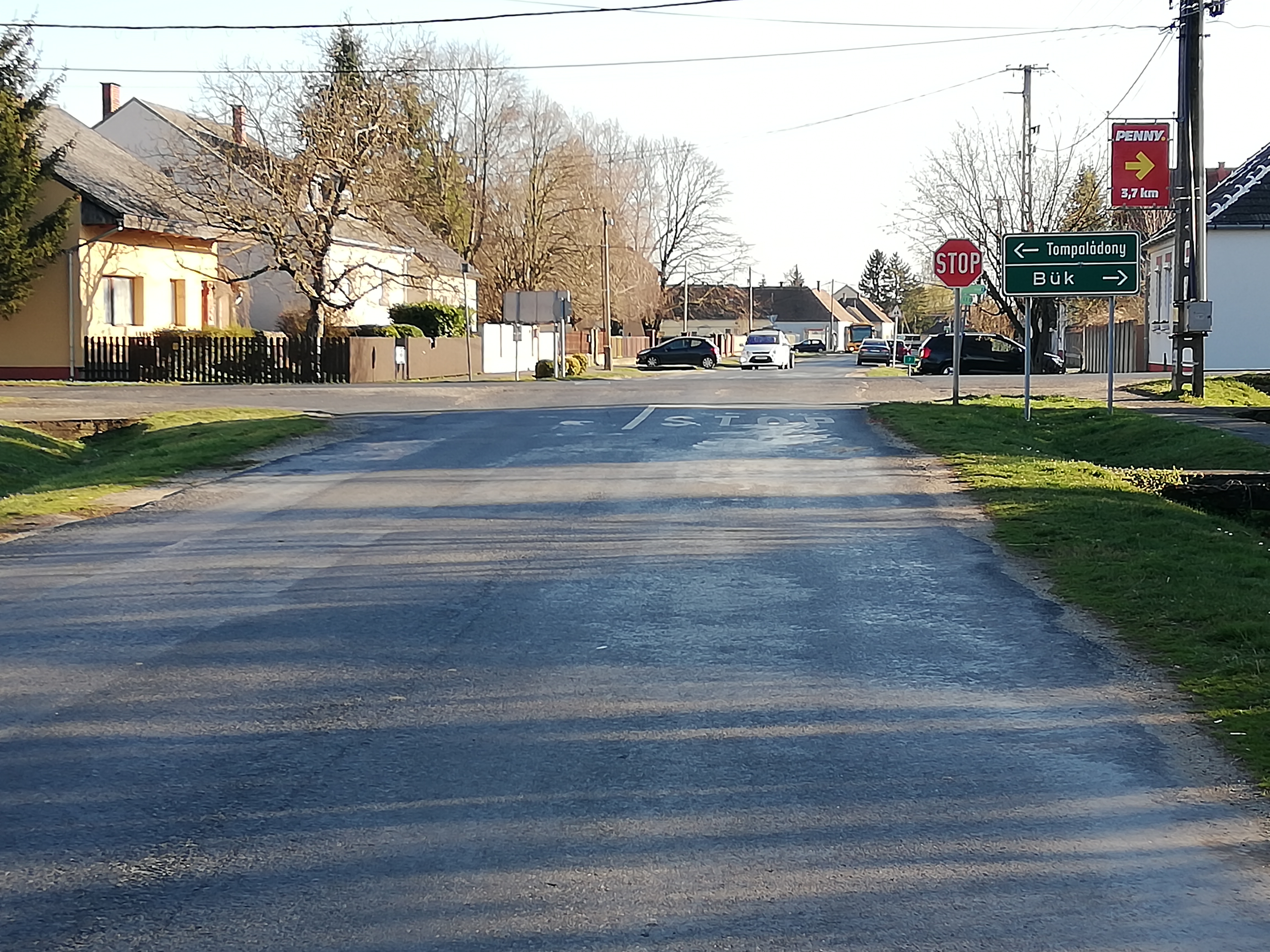
A 8633-as (elöl), 8632-es (hátul) és 8614-es utak (keresztben) csomópontja Bőn